# كنيس بغداد العظيم
كنيس بغداد العظيم هو كنيس بناه الملك جكونيا الذي تم نفيه من أرض إسرائيل إلى بابل عام 597 قبل الميلاد.